# Neuropsychiatrie
Die Neuropsychiatrie ist eine medizinische Disziplin im Überschneidungsbereich von Psychiatrie, Neurologie und Psychologie. Sie beschäftigt sich mit der Untersuchung anatomischer, struktureller, physiologischer und metabolischer Grundlagen kognitiver und emotionaler Prozesse sowie der Diagnostik und Behandlung neurologischer Erkrankungen mit psychischer Symptomatik. Neuropsychiatrie ist auch der Name einer medizinischen Fachzeitschrift, die offizielles Organ der Österreichischen Gesellschaft für Psychiatrie, Psychotherapie und Psychosomatik ist.

## Neuropsychiatrische Erkrankungen
Die Neuropsychiatrie beschäftigt sich mit organisch bedingten kognitiven und psychischen Störungsbildern, z. B. schizophrenieformen, depressiven, deliranten und zwanghaften Symptomatiken, sowie Bewegungsstörungen, hinter denen sich klar benennbare organische Pathomechanismen (z. B. Entzündungen, Infektionen, Stoffwechselstörungen, Mikroblutungen, Tumoren etc.) verbergen. Als klassische neuropsychiatrische Erkrankungen mit Symptomatiken sowohl im neurologischen als auch psychiatrischen Bereich gelten Epilepsien, neurodegenerative Erkrankungen wie Morbus Huntington, frontotemporale Demenz und Alzheimer-Krankheit, Basalganglien-Erkrankungen (z. B. Morbus Parkinson, Gilles-de-la-Tourette Syndrom, PANS/PANDAS, Chorea Minor), Autismus-Spektrum-Störungen.

## Angrenzung von anderen Disziplinen
Im klinischen Alltag sind die Berührungspunkte zur klinischen Psychologie groß, jedoch bewegt sich die Neuropsychiatrie als rein medizinische Disziplin mehr im Grenzbereich der Fächer Neurologie und Psychiatrie. Die Krankheiten, welche in das Gebiet der Neuropsychiatrie fallen, teilen zahlreiche Symptome mit klassischen psychischen Störungen, wobei diese im Falle der neuropsychiatrischen Erkrankungen eine primär organische Ursache haben.